# Leonor de Castro Melo e Menezes
Leonor de Castro Melo e Menezes (1512 – Gandia, 27 de março de 1546) foi a quarta duquesa de Gandia. Nobre portuguesa, foi Dama e amiga íntima da Imperatriz Isabel de Portugal. Filha de Álvaro de Castro, o Velho, Capitão-geral de África do Rei Manuel I de Portugal e de Isabel de Melo Barreto e Menezes.

## Biografia
Em 1529, ocorreram as negociações para a realização de matrimônio com Francisco de Borja, Duque da Gandia. O imperador Carlos I de Espanha, representado por Pedro González de Mendoza, negociando em nome de Leonor, urgiu o duque a aceitar as condições. Após concordar com o casamento, os dois se encontraram em Toledo, em agosto de 1529.
Leonor se casou com Francisco em 1529 no Real Alcázar de Madrid. Eles tiveram oito filhos: Carlos, Isabel, Juan, Álvaro, Juana Francisca, Fernando, Dorotea y Alonso.
A duquesa passou os seus últimos dias no Mosteiro de São Jerónimo de Cotalba, muito próximo de Gandia. Lá, morreu em 27 de março de 1546.
Francisco se entristeceu com a sua morte, renunciando assim a seus bens em benefício dos filhos, além de desistir de seus títulos nobiliários.
Em seguida, vai para Roma, onde em junho de 1546, passaria a fazer parte da Companhia de Jesus. Morreu em 30 de setembro de 1572.